# Arturo Friedemann
Arturo Friedemann (ur. 1 stycznia 1893 w Santiago) – chilijski kolarz szosowy, uczestnik Igrzysk Olimpijskich 1912.
Podczas Igrzysk Olimpijskich w Sztokholmie w 1912 roku brał udział w zawodach kolarskich. W jedynym rozegranym wyścigu na trasie o długości 196 mil w klasyfikacji indywidualnej zajął 69. miejsce z czasem 12:28:20.8. W klasyfikacji drużynowej, jako członek drużyny chilijskiej (wraz z Alberto Downeyem, Cárlosem Kollerem i José Torresem) został sklasyfikowany na 9. pozycji.